# Могилівка (Вінницький район)
Могилі́вка4 — село в Україні, у Гніванській міській громаді Вінницького району Вінницької області.

## Географічне положення, природа
Село Могилівка дуже мальовниче. Розмістилося вздовж річок Волока, Рів, Південний Буг у низинній місцевості. Його умовно можна поділити на дві частини: стару — поближче до річок, новішу — ближче до лісу.
Село впорядковане, має добротні житлові будинки, облаштовані допоміжні будови, пофарбовані огорожі, величні криниці.
Через село проходить асфальтована пряма дорога, що веде до залізничної зупинки Могилівка.
Село розташоване по сусідству з промисловим містом Гніванню. Поруч з селом у бік м. Гнівань в річку Південний Буг впадає річка Рів, що починає свій витік за містом Бар.
Наявність корисних копалин, їх видобуток і переробка, родючі землі і працьовиті люди, шляхи сполучення — створюють передумови розвитку села і поліпшення добробуту могилівчан.

## Історія

### Перші роки
Перша згадка про село відноситься до XVII століття. Назва села має три версії, найімовірніша пов'язана з виглядом місцевості. Природні умови сприяють розведенню садів, городництва, водоплавної птиці, утримання домашніх тварин. З сивої давнини люди займались ткацтвом, валянням грубого сукна з овечої вовни, теслярством, ковальською справою, були прихильні до церкви. її збудували з 1741 р. за кошти парафіян, зібравши 10 тис. карбованців.

### Скасування кріпосного права
У 1862 р. громада збудувала приміщення школи на три класні кімнати. Церкві тоді належало 43 десятини землі: 2 — садиби, 26 — орної, 12 — сінокосу, 1 — лісу. Пану Скавронському тричі доводилось міняти садибу під маєток: селяни, робітники гуральні і цегельного заводу підпалювали маєток. Немилостивий поміщик у демидівського кріпосника виміняв за собаку мельника Балая. Скавронському до реформи 1861 р. належало 273 душі кріпосних селян. Річний прибуток пана становив 13 200 карбованців в золотій валюті. Дуже неспокійно і невпевнено почували себе жорстокі поміщики після бунтарських походів Устима Кармалюка. Невдоволення селян зростало, і певний вплив на них мав робітничий клас і те, що село межувало з промисловим центром Гнівань Тиврівського повіту.
Подільське статистичне бюро в 1899 році отримало повідомлення: «Близость большого завода имеет, к сожелению, большое влияние на нравственность прихожан, хотя к Храму Божему они усердны». 17.10.1905 р. директор Гніванського цегельного заводу писав Київському генерал-губернатору, що у страйку взяло участь 2500 страйкуючих і просив пристави військову допомогу. Серед учасників страйку було чимало робітників, що проживали в селі Могилівці.
Село постійно відчувало і відчуває й донині сусідський подих міста в усіх його проявах. Навіть в страшні роки голодомору 1932–1933 років жителі села, що працювали на гніванських заводах, отримували по 400 грамів хліба на працюючого і по 200 грамів на дитину. Коли по інших селах загинуло багато людей, то в Могилівці — лише 12 чоловік. Вчитель історії місцевої школи Наталя Миколаївна Солоненко подає прізвища померлих з голоду: Опальник Христя, Шелепень Порфир Петрович, Зонюк Ярема, Зонюк Степан, Зонюк Марія, сім'я Віденьків: Софія (мати), Степан (син), сім'я Миронюків: Василь (чоловік), Лизавета (дружина), сім'я Рижовських: Гаврило (чоловік), Харитина (дружина), молода дівчина — прізвища не пам'ятають.
У 1938 році репресовано обліковця Гніванського кар'єру, жителя с. Могилівки. Як проходила колективізація, розповідає житель села Демидівки Филимон Григорович Кожухівський, 1913 року народження: 
| Почалась колективізація у тридцяті роки. Люди мали свої садиби по 50-60 сотих, багатії прикупляли землю. На час колективізації дехто мав міцні господарства. Худоби було чимало в дворах: коні, корови, робочі воли, вівці, птиця різна. Та й в колгосп вони не поспішали. Лише бідніші селяни йшли зразу, вони нічого не втрачали. А господарі — не спішили. Та з ними ніхто не рахувався: хто не записався в колгосп, у тих забирали їхнє майно, землю, худобу, зерно, а самих висилали до Сибіру. |
Такою гіркою ставала доля добрих господарів, хто тримався за своє і не бажав ним ділитись з іншими.

### Друга світова війна
В період окупації 1941–1944 село по річці Рів розділили на зони німецьку і румунську. За цей час було спалено 27 дворів, 8 чоловік вивезено в Німеччину на примусові роботи, 8 убито. Забрано 130 голів великої рогатої худоби, ЗО свиней. З війни не повернулося понад 100 воїнів, їх імена навічно викарбувані на сільському обеліску Слави і Пам'яті.
В роки окупації Венедикт Миколайович Остапнюк — засновник місцевого колгоспу, був поранений під містом П'ятихатки, потім втік з полону і таємно повернувся в Могилівку. Тут організував групу підпільників, встановив зв'язок з партизанами. Та до групи проник підісланий провокатор і видав підпільників. їх арештували і стратили в м. Вінниця. За підрив ворожої автомашини з солдатами німці стратили Павла Пустовойта. Анастасія Семенюк переховувала лейтенанта — танкіста, що потрапив в оточення. Коли німці дізналися, що в селі переховується танкіст Червоної армії, почався обшук і облава. В перестрілці загинуло двоє німецьких солдатів і сама Анастасія. Допомогли лейтенанту врятуватись могилівчани Олександр Рижовський і Текля Рудик. Такий далеко неповний внесок могилівчан в наближення перемоги нескореного і приниженого війною люду. При визволенні села в березні 1944 року загинув танкіст Осипенко, його могилу доглядають жителі села.
В центрі Могилівки між приміщенням школи і Будинком культури про роки Німецько-радянської війни нагадує могутня самохідна батарея СУ — 124.
Східна частина району, що наближена до Південного Бугу, лежить у зоні кристалічного гранітного щита, вона багата на запаси каменю-граніту, який виступає на відкриту поверхню землі по дорозі Браїлів-Демидівка. Браїлові біля річки Браги, вздовж берегів р. Рів в селі Демидівка, з наближенням до м. Гнівані його поклади стають дуже значними. Промислова розробка гранітів спочатку велася в Могилівському кар'єрі і була призупинена. Кар'єр залило джерельною водою, тепер в ньому водиться риба, влітку його використовують для купання.
Добувають камінь у Демидівському гранітному кар'єрі, що належав раніше Укргранбуду. Видобувався бутовий камінь, його дробили на щебінь і відсів. Працювали підрозділи: гранітний, дробильно -сортувальний, автотранспортний, залізничний, ремонтно-технічний і будівельний. Це було високорентабельне господарство. Завдяки йому розбудувалось село. Виросли двоповерхові будинки, котеджі, Палац культури, приміщення середньої школи, адміністративний будинок, дитячий садок, магазини. Асфальтувалась дорога. Поселення за своїм розвитком наблизилося до найкращих сіл району — Олександрівки, Чернятина.
Могилівчанка Ольга Яківна, 1913 року народження, згадує роки окупації 1941—1944: 
| Село по річку було німецьким, а по другий бік — румунське. Бувало, просиш пустити до родичів на ту сторону, то треба нести горілку або курку, чи пиріжків напекти, німців боялися: ті не панькались ні з ким. Людям не платили нічого ні по той, ні по цей бік. |
ЇЇ оповідь доповнює Олена Данилівна Мідяна, 1919 року народження: 
| Там, де були румуни, жилося легше. А там, де німці, то важко. Але грабували і тут, і там. Забирали свині, кури, вирізали їх і їли. Зерно вивозили, нікому в колгоспі нічого не платили. Зі школи зробили казарму. Коли брали молодь на роботу в Німеччину, вона втікала на румунську територію. Дочку директора школи Яковенка розстріляли за підпільну роботу. Вчителька Ніна Павлівна Рожківська брала участь у партизанському русі. Партизанам допомагали Іван Степанович Муляр і його батько Степан Тихонович. Тут діяв партизанський загін Слісаренка. Хто був схожий на євреїв, переховувався весь час, їх не питали за документи, зразу забирали до Браїлова і там розстрілювали. Так переховувалась учитель Ганна Гаврилівна Степаненко. |

## Населення

### Мова
Розподіл населення за рідною мовою за даними перепису 2001 року:
| Мова            | Кількість | Відсоток |
| --------------- | --------- | -------- |
| українська      | 1384      | 97.26%   |
| російська       | 33        | 2.32%    |
| вірменська      | 5         | 0.35%    |
| інші/не вказали | 1         | 0.07%    |
| Усього          | 1423      | 100%     |

## Пам'ятки
- Братська могила 19 радянських воїнів, загиблих при звільненні села
- Пам'ятник 137 воїнам-односельчанам, загиблим на фронтах Великої Вітчизняної війни

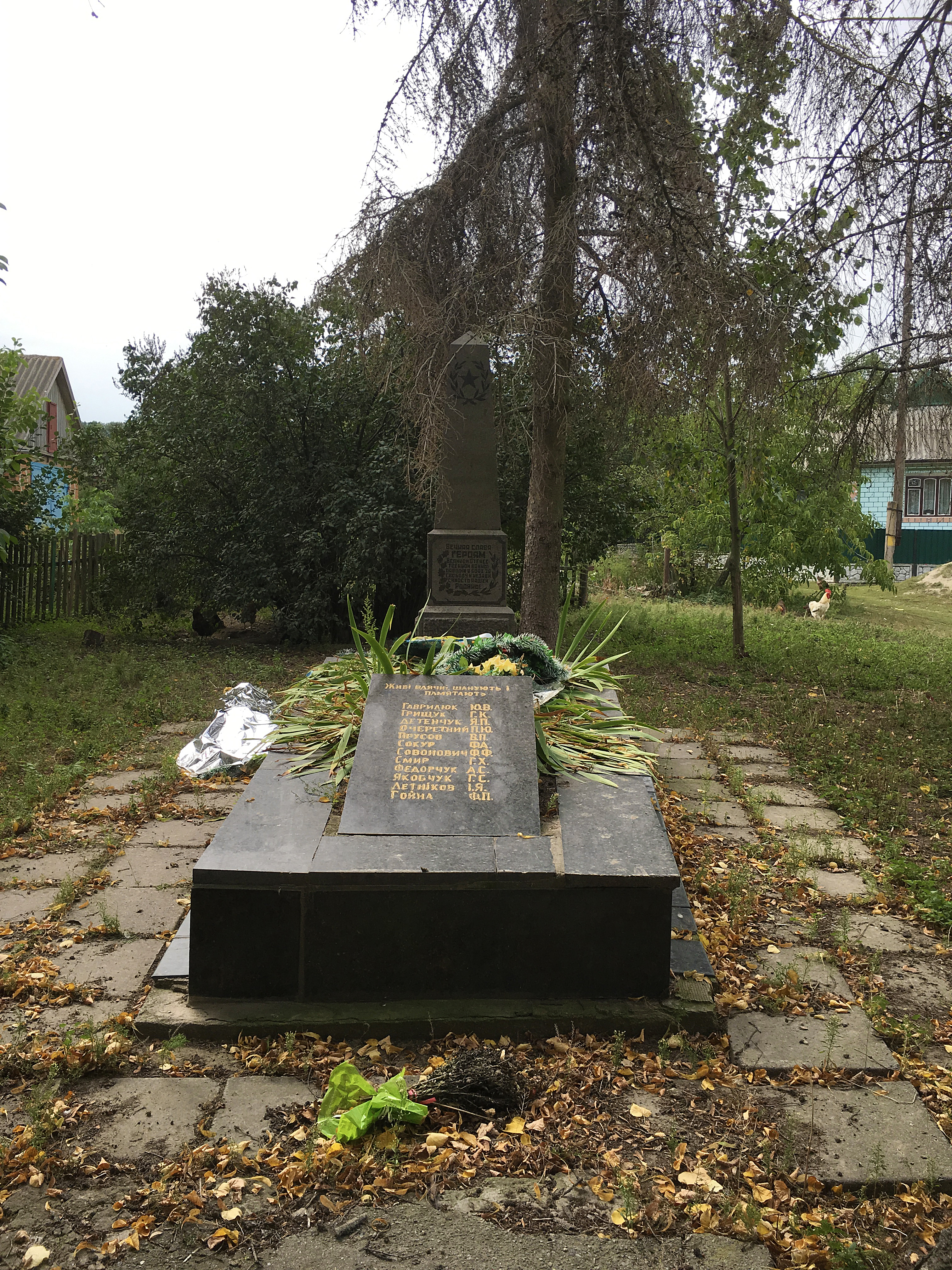
Братська могила 19 радянських воїнів, загиблих при звільненні села
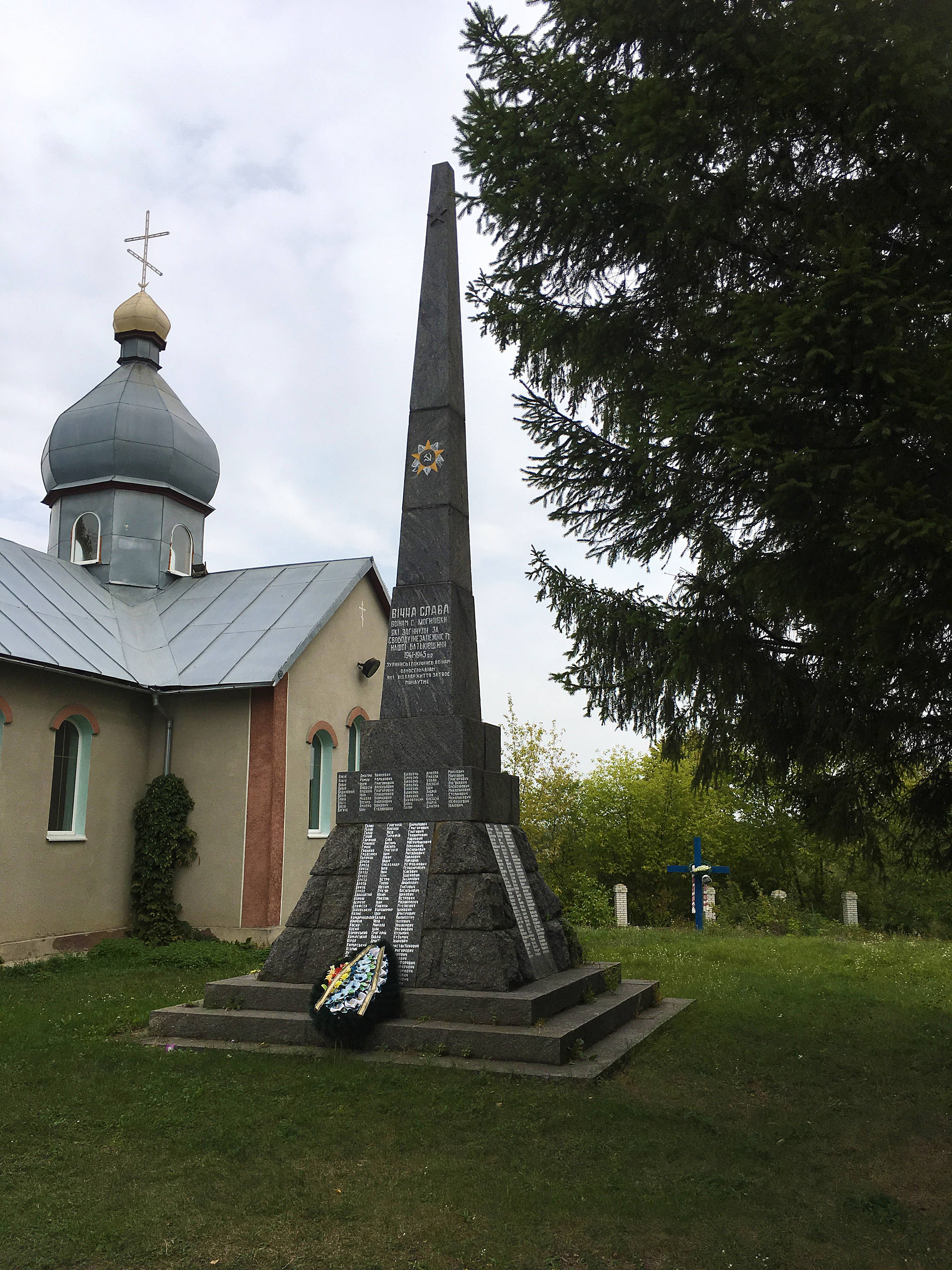
Пам'ятник 137 воїнам-односельчанам, загиблим на фронтах Великої Вітчизняної війни

### Післявоєнні часи
Про повоєнні роки селяни мовлять: "Роботи було з ранку до смеркання. На «пусті» колгоспні трудодні нараховували по 200 грамів збіжжя, за колоски нас чекала «сума і тюрма». В середині 60-х рр. стало краще, особливо коли головою обрали Володимира Івановича Колісника. Господарство працювало стабільно і на перспективу. Тут берегли виробничі потужності, людей і техніку. Ціла «династія» голів колгоспу Колесників: дід, батько, сестра — завжди міцно тримали кермо селянського буття в Станіславчику, Мурафі, Демидівці і Могилівці. Добрим словом згадують земляки Івана Петровича Корольчука — голову сільради, Ілля Васильовича Опальнюк  — голова колгоспу, потім завгар колгоспу, Василя Арсентійовича Миронюка — впливового чоловіка, який займав відповідальні посади, Василя Івановича Очеретяного — колишнього бригадира тракторної бригади.

## Освіта
До революції в селі була початкова школа, у ній навчали дітей писати, читати, рахувати, вчили Закон Божий. За радянської влади її перетворили в семирічну, потім — восьмирічну, з неї — в дев'ятирічну, на 2002 — в загальноосвітню школу І — III ст. За кошти Демидівського гранітного кар'єру і місцевого колгоспу збудували типове приміщені неповної середньої школи, а відкрили в ньому середню загальноосвітню.
Сприяв будівництву директор гранкар'єру Михайло Олександрович Пасічник. У найкращі роки кар'єр виробляв 420 тисяч м щебеню, 120 тисяч м3 відсіву і забезпечував потреби агропрому Вінницької області. З 1997 року підприємство призупинило своє виробництво, що боляче вдарило по жителях і працівниках, був закритий дитячий садок. З 2001 гранітний кар'єр знову став набирати сили, він випускає крупну фракцію щебеню, що користується попитом, оживилась його господарська діяльність.
Із введенням її в експлуатацію було обладнано навчальні кабінети, оформлено інтер'єри, створено затишок і сприятливі умови для навчання та відпочинку дітей. Школа стала однією з найкращих у Жмеринському районі. Тут проводяться семінари керівників і їх заступників, районні методичні об'єднання вчителів. У будівництві і становленні школи велика заслуга Клавдії Михайлівни Пашко, беззмінного її директора з 1970 року. Більшість жителів села — учні і випускники Клавдії Михайлівни. Вона шанована людина в селі і районі. Своєю самовідданою працею заслужили повагу і шанували вчителі: Микола Лук'янович Васильченко, Лідія Дмитрівна Попова, Валентина Степанівна Дорош, Зінаїда Хазмівна Білоконь інші. Окрасою був і залишається дитячий садок, колись він був відомчий і належав гранкар'єру, потім — Жмеринському відділу освіти, а з 2002 р. — сільській раді. За материнський догляд і турботливе піклування і виховання дітей батьки вдячні завідувачці Лідії Олексіївні Койгородцевій та виховательці Юлії Пасіці.

## Спорт, культура
В селі проводяться змагання з футболу, баскетболу, волейболу, дзюдо, тенісу.
До села часто навідуються велосипедисти-туристи
Через населений пункт проходить маршрут «Camino Podolico» — це подільський шлях святого Якова, який поєднує міста: Вінниця, Бар та Кам'янець-Подільський.

## Видатні люди
Уродженці
- Микола Васильович Білоконь (1955), міністр внутрішніх справ України у 2003—2005.
- Дмитро Петрович Двадцятий (народився 7 листопада 1931) — автор книги «Встати! Суд іде…».

Пов'язані із селом
- Загрійчук Анатолій Леонідович (1951—2014) — український письменник, священик, педагог.
- Шептицький Петро Миколайович (1975—2015) — солдат Збройних сил України, учасник російсько-української війни 2014—2017.
- Рижавський Петро Миколайович (1985-2021) — солдат Збройних сил України, учасник російсько-української війни 2015—2016.